# Quintette à vent de Taffanel
Pour les articles homonymes, voir Quintette à vent (homonymie).
Le Quintette à vent en sol mineur est l'unique pièce pour quintette à vent  composée par Paul Taffanel en 1876. Cette œuvre est un exemple typique de son style romantique tardif : richesse mélodique et rythmique des thèmes alors que la plus grande virtuosité ainsi qu’un sens affiné du cantabile sont exigés de chacun des instrumentistes. Tout ceci contribue à faire de cette pièce l’une des plus appréciées du répertoire romantique pour quintette à vent.
La pièce est publiée en 1878 par la maison Alphonse Leduc.

## Structure
La pièce possède trois mouvements :
1. Allegro con moto ;
2. Andante ;
3. Vivace.

## Analyse
« Le premier mouvement est dans la forme de la sonate classique : le premier thème, sombre et mystérieux se voit mis en opposition par le second, animé et proche de la valse. Après que les deux thèmes ont été développés de manière hautement dramatique, le mouvement s’éteint sur une arabesque à la flûte après la réexposition et la coda.
Le second mouvement provient du matériau du thème chantant pour cor et offre la possibilité à chacun des instruments de développer de manière lyrique.
Le finale est une tarentelle, la plus haute prétention de virtuosité pour un interprète et, avec de courtes interruptions par un thème à l’allure d’un choral, débouche
sur une conclusion inattendue et pleine d’esprit. Paul Dukas, dans son brillant scherzo
orchestral d’après l’Apprenti sorcier de Goethe, reprendra exactement dix ans plus
tard cet effet, involontairement ou non. »

## Discographie sélective
- Quintette en sol – Soni Ventorum Wind Quintet : Felix Skowronek, flûte ; Laila Storch, hautbois ; William McColl, clarinette ; Arthur Grossman, basson ; Christopher Leuba, cor (1978, Crystal Records) (OCLC 724716583) — Avec deux quintettes de Franz Danzi.
- Quintette en sol – Ensemble Vienne-Berlin (mars 1986, Sony) (OCLC 63934062) — Avec le Quintette à vent, op. 43 de Carl Nielsen.
- Quintette en sol – Quintette à vent Aulos de Stuttgart (décembre 1989, Koch Schwann) (OCLC 28117695) — Avec Giulio Briccialdi, Rossini et Charles Lefebvre.
- Quintette en sol – Quintette Orsolino (1999, Tudor) (OCLC 59009769) — Avec des œuvres de Reicha, Danzi et Ibert.
- Quintette en sol – Quintette Afflatus : Roman Novtotný, flûte ; Jana Brožková, hautbois ; Vojtěch Nýdl, clarinette ; Radek Baborák, cor ; Ondřej Roskovec, basson (2002, Supraphon) (OCLC 51530932) — Avec Darius Milhaud, Jacques Ibert et Jean Françaix.
- Danses et Divertissements - Poulenc, Taffanel, André Jolivet, Henri Tomasi avec Berlin Philharmonic Wind Quintet, Stephen Hough, (BIS Records, 2009)[1].
- Quintette en sol – Galliard Ensemble : Kathryn Thomas, flûte ; Owen Dennis, hautbois ; Katherine Spencer, clarinette ; Richard Bayliss, cor ; Helen Storey, basson (août 2011, Deux-Elles) (OCLC 924392216) — Dans Jeux d'été : Quintettes à vent français de Gabriel Pierné, Eugène Bozza, Darius Milhaud et Jean Françaix.
- Quintette à vent - Novosadski Duvački Kvintet — Dans Le Charme de la Musique Française (2023)  (ISBN 978-86-89051-31-5)